# Колпаков Андрій Валерійович
Андрій Валерійович Колпаков (рос. Андрей Валерьевич Колпаков; 18 листопада, 1980, Ульяновськ — 8 вересня 2023, Україна) — російський воєначальник, полковник. Герой Російської Федерації (посмертно).

## Біографія
Народився в Ульяновську.
Закінчив Челябінське вище танкове командне училище, потім Челябінський танковий інститут. Спочатку Колпаков проходив службу на посаді командира танкового взводу, потім командира роти, батальйону. У 2017 році був звільнений у запас. У жовтні 2022 року був призваний на військову службу по мобілізації. Був призначений на посаду начальника штабу  — заступника командира 43-го мотострілецького полку у Центральному військовому окрузі Самарської області.
З 2023 року Колпаков, за даними офіційних російських ресурсів, командував розвідувальним батальйоном 85-ї окремої мотострілецької бригади.
Загинув 8 вересня 2023 від ракетного удару. На момент смерті був командиром 85-ї окремої мотострілецької бригади 2-го гвардійського армійського корпусу.
Похований 14 вересня 2023 року в Самарі на Рубіжному цвинтарі (Алея Слави).

## Нагороди
- Герой Російської Федерації (6 вересня 2024, посмертно)[3];
- Два ордени Мужності;
- Медаль Суворова;
- дві Медалі ордену «За заслуги перед Вітчизною».